# سباستین فیتسک
سباستین فیتسک (زادهٔ ۱۳ اکتبر ۱۹۷۱ در برلین) نویسنده و روزنامه‌نگار آلمانی است. او با انتشار نخستین رمان خود به نام «درمان» در صدر جدول پرفروش‌ترین آثار جیبی در آلمان قرار گرفت و نامزد دریافت جایزه فردریش کلاسه نیز شد. پس از این رمان، رمان‌های درمان، آموک اشپیل، کودک، روح‌شکن، اسپیلتر و در نهایت کلکسیونر چشم از او منتشر شد و توانست خود را به عنوان نویسنده تریلرهای روانشناختی تثبیت کند. او از معدود نویسندگان آلمانی است که آثارش در کشورهای انگلیسی‌زبان آمریکا و انگلستان چاپ شده و موفق به فروش بیش از چهار و نیم میلیون نسخه از آثارش شده است. از فیتسک بیش از ۱۲ میلیون کتاب در سراسر جهان و به تنهایی ۵ میلیون کتاب در آلمان به فروش رسیده و یکی از موفق‌ترین نویسندگان آلمان است.